# Zaviralec monoaminooksidaz
Zaviralci monoaminooksidaz (zaviralci MAO) so skupina učinkovin, ki zavrejo delovanje monoamin oksidaze, s čimer zvišujejo koncentracijo monoaminov v sinapsah osrednjega živčevja. Obstajajo neselektivni zaviralci monoamin oksidaze, zaviralci monoamin oksidaze A (zaviralci MAO-A) in zaviralci monoamin oksidaze B (zaviralci MAO-B). Zaviralci MAO-A se uporabljajo kot zlasti kot antidepresivi, zaviralci MAO-B pa pri zdravljenju Parkinsonove bolezni.

## Predstavniki
- Neselektivni zaviralci MAO-A/MAO-B
  - hidrazinski antidepresivi
    - izokarboksazid[4]
    - hidrakarbazin
    - fenelzin[4]

  - nehidrazinski
    - tranilcipromin
- Selektivni zaviralci MAO-A 
  - bifemelan
  - metiltioninijev klorid
  - moklobemid[3]
  - pirlindol
- Selektivni zaviralci MAO-B 
  - rasagilin
  - selegilin[3]
  - safinamid

## Klinična uporaba
Zaviralci MAO so učinkoviti v zdravljenju panične motnje z agorafobijo, socialne fobije, atipične depresije, anksiozne motnje in depresije, bulimije, posttravmatske stresne motnje, mejne osebnostne motnje in obsesivno kompulzivne motnje (OKM). Glede na podatke retrospektivne analize iz leta 2009 so zaviralci MAO še posebej učinkoviti pri zdravljenju bipolarne motnje. Obstajajo poročila tudi o učinkovitosti zdravljenja trihotilomanije, telesne dismorfne motnje in izogibajoče osebnostne motnje, vendar podatki iz nadzorovanih kliničnih preskušanj niso na voljo.
Zaviralci MAO se zaradi zaviranja encimske izooblike MAO-B in s tem učinkovanja na dopaminergične nevrone učinkovito uporabljajo tudi v zdravljenju parkinsonove bolezni. Predstavljajo tudi eno od možnosti za preprečevanje migrene. 

## Neželeni učinki

### Hipertenzivna kriza
Osebe, ki uporabljajo zaviralce MAO, morajo prilagoditi prehrano, in sicer se morajo izogibati hrani in pijači, ki vsebuje tiramin; takšna živila so sir, sojina omaka, rdeče vino in salame. Če oseba zaužije večje količine tiramina, lahko pride do hipertenzivne krize (nenadnega hudega porasta krvnega tlaka), ki je lahko tudi smrtna.  Prevelike koncentracije tiramina v krvni plazmi lahko povzročijo prekomerno izločanje noradrenalina, ki preko aktivacije adrenergičnih α1 receptorjev povzroči krčenje krvnih žil in povečanje krvnega tlaka. MAO-A v telesu razgrajuje noradrenalin, če pa zaviralci MAO ta encim zavrejo, lahko koncentracije noradrenalina prekomerno narastejo in vodijo v omenjeno nevarno povečanje krvnega tlaka.
Pri uporabi reverzibilnih zaviralcev MAO (ki reverzibilno in selektivno zavirajo MAO-A) je nevarnost za pojav hipertenzivne krize majhna, saj se v prisotnosti tiramina sprostijo iz encima MAO-A in tako ne zavrejo razgradnje tiramina v jetrih. Prav tako selektivni zaviralci MAO-B ne povzročajo velikega tveganja za pojav hipertenzivne krize. Posledično ob uporabi reverzibilnih zaviralcev MAO (kot je moklobemid) ali nizkih odmerkov selektivnih zaviralcev MAO-B (kot je selegilin) posebne prehranske prilagoditve niso potrebne.

### Součinkovanje z drugimi zdravili
Največje tveganje ob uporabi zaviralcev MAO je součinkovanje z nekaterimi drugimi recepta prostimi zdravili, zdravili na recept, nelegalno pridobljenimi zdravili/drogami ter prehranskimi dopolnili (na primer tistimi, ki vsebujejo šentjanževko ali triptofan). Pomembno je, da lečeči zdravnik preveri in spremlja uporabo drugih zdravil in prehranskih dopolnil in ukrepa, če je potrebno. Ponekod bolniki prejmejo posebne kartice, ki so namenjene za zdravstveno osebje v primeru nujnega zdravljenja. S tem so drugi zdravsteni delavci opozorjeni, katerih zdravil se morajo izogibati oziroma da morajo prilagoditi odmerjanje zdravil (na primer odmerek adrenalina je treba zmanjšati za tri četrtine, ob podaljšanem dajanju zdravila).
Prehranska dopolnila, ki vsebujejo triptofan, lahko povzročijo prehoden serotoninski sindrom.
Zaviralci MAO se ne smejo uporabljati z drugimi psihoaktivnimi zdravili (kot so antidepresivi, nekatera protibolečinska zdravila ...) ter drugimi psihoaktivnimi snovmi, razen kadar takšno uporabo nadzoruje strokovnjak. Ob sočasni uporabi zaviralcev MAO in nekaterih drugih zdravil so lahko reakcije, ki so posledica součinkovanja, tudi smrtne. Med zdravila, ki lahko povzročijo hude reakcije ob sočasni uporabi, spadajo selektivni zaviralci ponovnega privzema serotonina, triciklični antidepresivi, MDMA, meperidin, tramadol, dekstrometorfan, medtem ko je sočasna uporaba LSD-ja, psilocibina ali DMT-ja relativno varna. Zdravila, ki zavirajo ponovni privzem ali povečajo sproščanje adrenalina, noradrenalina, serotonina ali dopamina, je treba načeloma uporabljati v manjših odmerkih. Zaviralci MAO součinkujejo tudi s sestavinami, ki so v izdelkih na osnovi tobaka (kot so cigarete) in lahko potencirajo njihove učinke.

### Odtegnitev
Antidepresivi vključno z zaviralci MAO lahko povzročijo določene učinke, povezane z zasvojenostjo, vključno z odtegnitvenimi simptomi ob prenehanju njihove uporabe. Odtegnitveni simptomi so lahko posebej hudi ob nenadni oziroma prehitri prekinitvi uporabe. Nasploh velja, da odtegnitveni simptomi, ki lahko spremljajo prenehanje jemanja zaviralcev MAO, niso tako  izraziti kot pri prenehanju uporabe benzodiazepinov. Simptomi ob prenehanju uporabe se lahko preprečijo ali ublažijo s postopnim zniževanjem odmerkov, ki se izvaja v obdobju nekaj dni, tednov ali celo mesecev.
Ob prenehanju jemanja zaviralcev MAO kot tudi drugih antidepresivov se lahko izhodiščni simptomi, zaradi katerih je bilo zdravilo uvedeno, ponovno pojavijo.

## Mehanizem delovanja
Zaviralci MAO delujejo preko zaviranja encima monoaminooksidaze in s tem preprečujejo razgradnjo monoaminskih živčnih prenašalcev ter povečujejo njihovo koncentracijo v živčevju. Obstajata dve izoformi monoaminooksidaze, MAO-A in MAO-B. MAO-B primarno vrši deaminacijo serotonina, melatonina, adrenalina in noradrenalina, MAO-A pa primarno deaminira druge amine v sledovih, kot je tiramin; dopamin je primerljivo podvržen deaminaciji obeh izoform encima.

### Reverzibilnost
Zgodnejši zaviralci MAO se kovalentno vežejo na monoaminooksidazo in jo nepovratno (ireverzibilno) zavrejo. S tem je delovanje encima trajno zavrta; encimska funkcija se povrne šele, ko celice sintetizirajo nove molekule encima. Monoaminooksidaze se obnovijo po okoli dveh tednih. Nekateri novejši zaviralci MAO, kot je moklobemid, se na encim vežejo reverzibilno, kar pomeni, da se lahko sprostijo z encima in ta spet normalno opravlja katabolizem substatov. Raven zavrtja encimov je tako odvisna od koncentracij tako zaviralca MAO kot naravnih substratov.